# Jesu namn begynna skall
Jesu namn begynna skall är en psalm i fem verser av Johan Olof Wallin från 1819.
Melodin är från Viertes Zehn geistlicher Arien 1662, utgiven av Johann Rudolph Ahle.
|  |
|  |

## Publicerad som
- Nr 65 i 1819 års psalmbok under rubriken "Jesu kärleksfulla uppenbarelse i mänskligheten: Jesu namn".
- Nr 65 i 1937 års psalmbok under rubriken "Nyårsdagen".